# Сан-Висенте (Гуарда)
Сан-Висенте (порт. São Vicente) — район (фрегезия) в Португалии, входит в округ Гуарда. Является составной частью муниципалитета Гуарда. По старому административному делению входил в провинцию Бейра-Алта. Входит в экономико-статистический субрегион Бейра-Интериор-Норте, который входит в Центральный регион. Население составляет 11 679 человек на 2011 год. Занимает площадь 11,81 км².